# Nazarbekjan (tunnelbanestation)
Nazarbekjan (armeniska: Նազարբեկյան) är en planerad tunnelbanestation på Jerevans tunnelbana i Armeniens huvudstad Jerevan. Den ligger i distriktet Adzjapnjak.
Utbyggnadsprojektet för linje 1 i nordvästlig riktning innefattar två stationer, varav Nazarbekjan är den andra stationen efter nuvarande slutstation Barekamutiun. Stationen planeras att bli ny slutstation och kommer att 
i Vahagni taghamas (Vahagni distrikt), 11 kilometer från Jerevans centrum, vid motorvägen till Asjtarak. Stationen, när den invigs, kommer att döpas efter den armeniske generalen Tovmas Nazarbekjan (1855–1931). 